# Ismail Mohamed
Ismail Mohamed Sharif (17 aprile 1962) è un ex calciatore iracheno, di ruolo centrocampista.

## Carriera
Con la Nazionale irachena ha partecipato ai Mondiali 1986.